# IC 2102
IC 2102 ist eine Balken-Spiralgalaxie vom Hubble-Typ SBcd im Sternbild Eridanus am Südsternhimmel. Sie ist schätzungsweise 158 Millionen Lichtjahre von der Milchstraße entfernt und hat einen Durchmesser von etwa 60.000 Lichtjahren.

Im selben Himmelsareal befinden sich u. a. die Galaxien IC 2095, IC 2097, IC 2098, IC 2099.
Die Typ-II-Supernova SN 1997aa wurde hier beobachtet.
Das Objekt wurde am 17. Februar 1903 von Isaac Roberts entdeckt.